# Eugenius Vulgarius
Eugenius Vulgarius ou Eugenio Vulgario (fl v. 887-928) est un prêtre et un poète italien.

## Biographie
Le qualificatif d'Eugène fait peut-être allusion à une origine bulgare, et il se peut qu'il ait été un descendant de la horde d'Alcek qui s'était installée dans le Molise au VIIe siècle et se distinguait encore par sa langue à la fin du VIIIe siècle. Bien instruit en latin et en grec, il avait également une profonde connaissance des classiques, et montrait sa familiarité avec Virgile, Horace et les tragédies de Sénèque.
Vers 907, alors qu'il était prêtre et professeur de rhétorique et de grammaire à l'école épiscopale de Naples, Eugène écrivit un opuscule défendant le pape Formose, qui lui avait conféré les ordres sacrés, contre les attaques de son successeur Serge III. Il produisit un second traité sur le même sujet sous forme de dialogue. Dans ces deux ouvrages intitulés De causa Formosiana et Eugenius Vulgarius Petro Diacono fratri et amico, il nie l'autorité du Saint-Siège et proclame que seul un homme digne peut être vraiment pape. Serge III ordonna son incarcération dans un monastère, sans doute celui des moines du Mont-Cassin à Teano, où son compatriote, le défenseur de Formose appelé Auxilius (pseudonyme qui signifie « défenseur »), était également détenu. Serge III bientôt annula son décret et le somma de venir à Rome pour le procès. Eugène réagit à une telle menace en écrivant toute une série de vers où il faisait l'éloge de Serge III et de la ville de Rome, aurea Roma (« Rome dorée »), à laquelle le pape, proclamait-il, avait apporté une gloire renouvelée. Il alla même jusqu'à déclarer « remplie de vertu » la maîtresse du pape, Théodora.
Eugène a composé des poèmes selon trois modèles différents où il fait l'éloge de l'empereur byzantin Léon VI, l'un d'eux (n ° XVI) a la forme d'une pyramide. Il lui attribue des victoires sur les barbares tant en Europe qu'en Afrique. Eugène a également fait l'éloge d'Atenulf Ier de Bénévent pour ses victoires sur les Sarrasins du Garigliano. Parmi ses autres ouvrages figurent quelques gloses sur Martianus Capella et un poème sur la nature, l'arrivée du printemps, et le chant des oiseaux. On doit également à Eugène des calendriers métriques.

## Référence de traduction
- (en) Cet article est partiellement ou en totalité issu de l’article de Wikipédia en anglais intitulé « Eugenius Vulgarius » (voir la liste des auteurs).